# Horákovská kultura
Horákovská kultura je archeologická kultura ze starší doby železné (z tzv. halštatského období), konkrétně ze 7. až 6. století př. n. l., která se nacházela na jižní Moravě. Svůj název získala podle velké „knížecí“ mohyly u Horákova, v Drahanské vrchovině severovýchodně od Brna. Kultura již měla rozvinuté zemědělství, chovala dobytek v osadách a široce zpracovávala železo. Společnost již byla diferencována, neboť byly nalezeny hroby bohaté s kostrovými pohřby a na druhé straně početnější žárové hroby pro, zřejmě, chudší obyvatelstvo. Zcela unikátní je nález v jeskyni Býčí skála, kde byly objeveny dvě žároviště se zbytky vozu, lidských koster a ozdob, mezi nimi i bronzovým býčkem. V zadní části jeskyně se nacházela kovářská dílna. Poblíž jeskyně bylo objeveno asi 40 koster.
Existují poukazy i k tomu, že kultura rozvinula určité náboženské představy, neboť byly nalezeny hliněné amulety či motivy slunce a vodních ptáků na bronzových mísách. Náboženský význam mohly mít i figurky býků. Sídliště se skládají z šesti až osmi zemnic čtvercového nebo obdélníkového půdorysu. Hlavní naleziště: Těšetice-Kyjovice, Morašice, Kuřim, Brno-Obřany, Brno-Řečkovice, Habrůvka, Horákov, Šaratice, Vojkovice, Diváky, Morkůvky, Klentnice.